# Clemens Massenberg
Clemens Massenberg mit Bauplänen im Gespräch mit Oberbürgermeister Geldmacher, 1951

Link zum Bild

Clemens Massenberg (* 25. August 1909 in Dortmund; † 6. August 1954) war ein deutscher Bauingenieur und von 9. Januar 1946 bis zu seinem Tod 1954 Baudezernent in Bochum. Er prägte maßgeblich den städtischen Neuordnungsplan vom 1. Oktober 1948 und den Wiederaufbau der Stadt mit. Zu seinem Stab zählte Kurt Hubert Vieth.

## Leben
Massenberg wuchs in Berlin als Sohn eines Ingenieurs für Brückenbau, der eine eigene Baufirma besaß, auf. Er studierte an der TH Berlin bei Hans Poelzig und Herman Jansen und wurde 1934 Diplom-Ingenieur. Während seiner Studienzeit wurde er Mitglied in der Marine-SA.
Am 8. März 1934 wurde Massenberg Regierungsbaureferendar am Preußischen Staatshochbauamt Cottbus. Vom 1. September 1936 an war er als Entwurfsarchitekt in Berlin aktiv. Angeblich von ihm in dieser Zeit angefertigte Entwürfe und Bauleitungen für die Reichsmünze und das Preußen-Museum in Berlin stammen nicht von ihm. Nachdem er in der Bauleitung bei den Junkers Flugzeug- und Motorenwerken in Dessau tätig gewesen war, wurde er am 1. Februar 1937 vom Staatsdienst beurlaubt und leitete von da ab die Bauabteilung der Krupp-Treibstoffwerke in Wanne-Eickel.
Vom 1. April 1939 bis zum Ende des Zweiten Weltkrieges war Massenberg Leiter der Bauabteilung der als „kriegswichtig“ eingestuften Sudetenländischen Treibstoffwerke AG in Brüx. Gegen Kriegsende setzte sich Massenberg nach Bochum ab, wo er am 13. Dezember 1945 durch den Arnsberger Regierungspräsidenten als hauptamtlicher Baubeigeordneter der Stadt Bochum eingesetzt wurde; die Berufung zum Stadtbaurat erfolgte am 8. Januar 1946.
Nach dem Krieg gab es in Bochum um die 4 Millionen m³ Trümmer zu räumen. Am 1. Oktober 1948 wurde der Neuordnungsplan für die Stadt verabschiedet. Dieser Plan, federführend vom Stadtbaurat Massenberg entwickelt, sah eine vollkommen neue Verkehrsführung vor. Straßen wurden verbreitert und der Hauptbahnhof verlegt. Im Gegensatz zu anderen Städten in Deutschland besaß Bochum keine mittelalterliche Stadtbefestigung, auf der dann meist im 19. Jahrhundert eine Ringstraße angelegt wurde. In verschiedenen Planungen von 1910, 1919, 1929/33 und 1936 waren das Anlegen einer Ringstraße geplant. Aber erst im Wiederaufbau konnte der bisher nicht vorhandene Innenstadtring gezogen werden. Teils wurden bestehende Straßen verbreitert, Teile des Nord- und Westring sowie am Kurt-Schumacher-Platz wurde eine neue Straßensituation geschaffen. Die Verwirklichung der Neuordnung dauerte bis in die 1960er. Bochum war damit die erste Großstadt in Nordrhein-Westfalen, die einen Neuordnungsplan entwickelte.
Massenbergs Grabmal befindet sich auf dem Hauptfriedhof Bochum und wurde von Ferdinand Keilmann entworfen.
Bereits 1955 wurden aufgrund eines Ratsbeschlusses Teile der neuen West-Ost-Achse durch die Bochumer Innenstadt von der Bleichstraße bis zum Ostring in Massenbergstraße umbenannt.